# Sophie Thembekwayo
Sophie Suzan Thembekwayo é uma política sul-africana e membro do parlamento dos Combatentes da Liberdade Económica (EFF). Ela foi nomeada para o parlamento em janeiro de 2017, substituindo Hlayiseka Chewane. Thembekwayo foi mais tarde eleita parlamentar para um mandato completo, nas eleições de 2019.